# Franks Wild Years
Franks Wild Years – album Toma Waitsa wydany w 1987 r. nakładem wytwórni Island Records. Podpisywany jako "Un Operachi Romantico in Two Acts" album składa się z utworów napisanych przez Waitsa i jego współpracowników (głównie żony, Kathleen Brennan) do sztuki o tej samej nazwie. Tytuł płyty jest nawiązaniem do nazwy utworu "Frank's Wild Years" z wcześniejszego albumu Waitsa Swordfishtrombones. Album uzyskał 115. pozycję na amerykańskiej liście przebojów Billboard 200.
Sztuka teatralna miała swoją premierę 22 czerwca 1986 r. w Chicago.
Różne wersje utworu "Way Down in the Hole" zostały użyte w serialu telewizyjnym programu HBO "Prawo ulicy"

## Lista tytułów
1. "Hang on St. Christopher" - 2:46
2. "Straight to the Top (Rhumba)" - 2:30
3. "Blow Wind Blow" - 3:35
4. "Temptation" - 3:53
5. "Innocent When You Dream (Barroom)" - 4:15
6. "I'll Be Gone" - 3:12
7. "Yesterday Is Here" - 2:29
8. "Please Wake Me Up" - 3:36
9. "Frank's Theme" - 1:49
10. "More Than Rain" - 3:52
11. "Way Down in the Hole" - 3:30
12. "Straight to the Top (Vegas)" - 3:26
13. "I'll Take New York" - 3:58
14. "Telephone Call from Istanbul" - 3:12
15. "Cold Cold Ground" - 4:07
16. "Train Song" - 3:20
17. "Innocent When You Dream (78)" - 3:08